# Alonso Cárdenas
Alonso Cárdenas fue un político peruano. Participó como diputado constituyente en las asambleas constituyentes que dieron lugar a la primera, tercera y cuarta constituciones que tuvo el país.
Participó en la guerra de independencia del Perú como  Coronel de Milicias Patrióticas del Regimiento de Ayacucho. Fue miembro del Congreso Constituyente de 1822 por el departamento de Ayacucho. Dicho congreso constituyente fue el que elaboró la primera constitución política del país.
En 1827, Alonso Cárdenas instaló la primera imprenta de la ciudad de Ayacucho y, en 1833, publicó el primer periodo local denominado "El Indígeno" del que circularon cinco números. Ese mismo año fue miembro del Congreso General Constituyente de 1827 por el departamento de Ayacucho. Dicho congreso constituyente fue el que elaboró la segunda constitución política del país.
Fue elegido por la provincia de Parinacochas como miembro suplente de la Convención Nacional de 1833 que expidió la Constitución Política de la República Peruana de 1834, la cuarta de la historia del país.